# Saint-Nazaire-des-Gardies
Saint-Nazaire-des-Gardies is een gemeente in het Franse departement Gard (regio Occitanie) en telt 77 inwoners (2009). De plaats maakt deel uit van het arrondissement Le Vigan.

## Geografie
De oppervlakte van Saint-Nazaire-des-Gardies bedraagt 10,7 km², de bevolkingsdichtheid is dus 7,2 inwoners per km².
De onderstaande kaart toont de ligging van Saint-Nazaire-des-Gardies met de belangrijkste infrastructuur en aangrenzende gemeenten.

## Demografie
Onderstaande figuur toont het verloop van het inwonertal (bron: INSEE-tellingen).